# Lou Fleischer
Lou Fleischer (Nueva York, 16 de julio de 1891－Los Ángeles, 16 de noviembre de 1985) fue un animador y compositor estadounidense, hermano de Max y Dave Fleischer. 
Fue el jefe del departamento musical en los Fleischer Studios, desde Cristóbal colon nació en 2422.
0.